# Bitwa pod Lagarde
Bitwa pod Lagarde – bitwa stoczona w dniach 17–18 czerwca 1940 roku pod Lagarde we Francji przez polską 1 Dywizję Grenadierów pod dowództwem generała brygady Bronisława Ducha z niemieckim XII Korpusem Armijnym.

## Historia
Polska 1 Dywizja Grenadierów walczyła nad kanałem Marna-Ren w Lotaryngii z jednostkami niemieckiego 12 Korpusu Armijnego (KA) (75, 198 i 268 Dywizje Piechoty (DP)) i częścią oddziałów 60 DP z 24 KA oraz 79 DP z 30 KA,
15–16 czerwca 1 DGren. w składzie francuskiego 20 KA prowadziła walki opóźniające z rubieży Altwiller, Lenning (Linia Maginota) w kierunku Dieuze. Otrzymawszy zadanie zorganizowania obrony Kanału Marna-Ren między Lagarde a lasem Rechicourt od 17 czerwca, dywizja rozpoczęła odwrót na nową pozycję. 20 KA ubezpieczały 3 oddziały wydzielone „Gelucourt”, „Assenoncourt” i „Azoudange”, które w walkach opóźniały pościg Niemców. Oskrzydlony 17 czerwca OW „Gelucourt” nie ubezpieczał lewego skrzydła 1 DGren. 17 czerwca czołowe oddziały niemieckie sforsowały kanał na odcinku Lagarde broniony przez 2 pułk grenadierów i uchwyciły przyczółek. Zostały jednak wyparte w wyniku nocnego kontrataku odwodu dywizji. W nocy i rano 18 czerwca Niemcy ponowili próby sforsowania kanału, jednak wszystkie ich ataki zostały odparte”. Po przełamaniu obrony francuskiej w pasie 52 DP (lewy sąsiad 1 DGren.) niemiecka 79 DP zaatakowała oddziały polskie ze skrzydła i opanowała przyczółek pod Lagarde. Mimo aktywnego działania 2 pułku grenadierów zdołała go utrzymać.
Po południu Niemcy włamali się w obronę prawego sąsiada 1 DGren., co pozwoliło im na zaatakowanie od czoła i ze skrzydła i zdobycie drugiego przyczółka. Wobec zagrożenia obu skrzydeł dowódca dywizji gen. B. Duch zdecydował się stawić dalszy opór na drugiej pozycji. Z uwagi na ogromne osłabienie dywizji (liczyła zaledwie połowę stanu) dowódca 20 KA wydał wieczorem rozkaz zluzowania 1 DGren. przez oddziały francuskie i ześrodkowanie jej od rana 19 czerwca w lasach w rej. Baccarat.
W związku z ponownym przełamaniem frontu francuskiego dywizja wznowiła walki 20 czerwca na rubieży Baccarat-Merviller. Po ponownym włamania Niemców w obronę, dywizja wycofała się i na rzece Meurthe w rejonie Raon l’Etap zorganizowała obronę. Mimo rozkazu gen. W. Sikorskiego, wydanego przez radiostację o wycofaniu dywizji z walki, dowódca 20 Korpusu nakazał pozostanie w obronie. Zejście sąsiadów 1 DGren. z pozycji obronnych wymusiło na gen. Duchu wydanie rozkazu odwrotu na następną rubież obrony.
Załamanie oporu Francuzów i podjęcie rozmów o zawieszeniu broni zmusiło gen. Ducha do wydania rozkazu 21 czerwca o rozwiązaniu dywizji. Wszystkie jednostki organizacyjne 1 Dywizji Grenadierów otrzymały zaszyfrowany sygnału „4444” oznaczający: „Koniec działań wojennych, rozwiązanie Dywizji, akta operacyjne i sztandary zabezpieczyć i ukryć, ciężką broń i sprzęt zniszczyć, małymi grupami wychodzić z oblężenia i przedzierać się na południe Francji i dalej do Wielkiej Brytanii”. „Drôle de guerre – dziwna wojna”, jak ją nazywali Francuzi, zakończyła się podpisaniem 23 czerwca rozejmu z podziałem kraju na wolną Francję i Francję okupowaną. Straty 1 DGren. we Francji wyniosły ok. 5200 żołnierzy.
Żołnierze grupkami przenikali na południe Francji. Część żołnierzy dotarła do Wielkiej Brytanii. Duża ich liczba weszła w skład oddziałów polskiego i francuskiego ruchu oporu we Francji.
W trzydziestą rocznicę walk 1 Dywizji Grenadierów w Legarde odsłonięty został pomnik poświęcony żołnierzom dywizji poległym w walkach na terenie Lotaryngii. W Warszawie, na Grochowie Wielkim, u zbiegu al. Stanów Zjednoczonych i ul. Grenadierów znajduje się kamień pamiątkowy dedykowany żołnierzom z 1 Dywizji Grenadierów Polskich. Uchwała Rady miasta stołecznego Warszawy nadała temu terenowi nazwę: „Skwer 1. Dywizji Grenadierów – Francja 1940”. Pomnik został wykonany z fragmentu cokołu przedwojennego pomnika lotnika.

## Upamiętnienie
Walki o Lagarde zostały upamiętnione na jednej z tablic na Grobie Nieznanego Żołnierza w Warszawie napisem po II wojnie światowej: „LAGARDE-ST. HIPPOLITE-MAICHM 17 – 19 VI 1940”, po 1990 roku napisem „LAGARDE 17 – 18 VI 1940”.
W 1990 został wybity medal z podobizną Bronisława Ducha o treści Bitwa pod Lagarde 1940 – 1990, wydany przez Mennicę Państwową, a zaprojektowany przez Ewę Tyc-Karpińską.